# Selenops ximenae
Selenops ximenae là một loài nhện trong họ Selenopidae.
Loài này thuộc chi Selenops. Selenops ximenae được J. A. Corronca miêu tả năm 1997.